# Aeroportul Sishen
Aeroportul Sishen (IATA: SIS, ICAO: FASS) este un aeroport din Provincia Northern Cape, Africa de Sud.
Situat la o altitudine de 1.172 m, aeroportul dispune de o singură pistă.